# 你在天空彼岸
《你在天空彼岸》為日本動畫導演、腳本家瀨名快伸於2020年所推出的自編、自導原創動畫電影，以東京都豐島區池袋為舞台，所上演的一場奇幻戀愛冒險故事。
本劇於2020年11月27日於日本上映，在上映前一週搶先推出了同為瀨名快伸所撰寫，以本劇為基礎的同名小說。2022年1月7日，由台灣代理商車庫娛樂引進，同時於旗下樂聲影城採虛擬電影院模式，於網際網路獨家上映。
這部電影發行後，在國內外的票房均失利而成為賠本作品，同時獲得的口碑以負面為主，受批評的部份集中在結合其他動畫作品的主題元素搭配不佳、製作水平、美術、劇情與角色刻劃。

## 故事大綱
17歲的高二女生宮益澪，意識到自己對同班同學及青梅竹馬鬼司如新懷有欲言又止的情愫，同時又有女性友人圓佳對阿新抱持著好感，小澪擔心會捲入三角戀愛而破壞與阿新之間自幼以來的交情，以及跟圓佳之間的友誼；某日小澪與阿新在獨處時，因為一場感情表達上的誤解而跟阿新不歡而散，小澪對此感到內疚，想要跟阿新賠不是；小澪在雨天騎車去見阿新的途中遭遇了車禍，使得魂魄被帶到了「生死邊界」展開一場預料之外的旅程......
小澪在發生車禍導致靈肉分離，陷入彌留狀態之際，阿新開始擔憂她是否能堅強活下去，希望盡一切手段把小澪救回現實世界；流落在生死邊界、現實記憶產生破碎的小澪，將會在異界中遇到何種助力和險阻，讓她在曲折離奇的重拾記憶之路上，如何克服恐懼與陰影，找出回到現實世界繼續活下去的一絲希望，並與阿新重逢......

## 人物介紹
※註：本劇原作者瀨名快伸也有參與部分路人角色的客串配音。

### 主要角色
宮益澪（聲：松本穗香（日本）；曾允凡（台灣））
本篇故事的主角，17歲的高二女生，無論在課業和體育均表現不佳，都有阿新為她加油打氣，因此對阿新產生了欲言又止的情愫；跟阿新是從小到大一起成長的玩伴，也是高中同班同學，兩人也經常形影不離在一起。
某日小澪發現到同窗好友圓佳也同樣對阿新抱有好感，但同樣心儀阿新的她也不想因此破壞與圓佳的友情；在更進一步跟阿新深交之前，由於一場感情表達上的誤解，與阿新之間的情誼產生了裂痕，感到內疚的小澪希望能跟阿新重修舊好，就不顧危險冒著風雨騎車出去，卻發生了一場讓她命危的車禍。
小澪發生車禍後，夢見自己在跟阿新搭的同一班電車上，她被突然彈到高空後重重摔下來，卻回到了原本的電車但空無一人，電車緩緩駛向了不為人知的「生死邊界」。當她下車後遇見了會說人話的布偶奇萌，並被帶往象徵與人世永別的傳送門，但小澪聽到了穿著和服的少女小菊的警告，並被小菊拉回傳送門之前，回復了將被死亡恐懼侵蝕的靈體。
小澪心急如焚地想要回到現實世界跟阿新賠不是，小菊向她表示她自己的記憶已經發生破碎，必須要獲得車票、重拾記憶才能回到現實世界。在尋求破碎記憶、返回現實世界的漫長路途上，小澪於神社前遇見了從小就有印象的森婆婆，同時也遭到主掌生死邊界的「殯」所阻撓，在面對了自己的恐懼和陰影後，小澪用自己的堅定求生意志和對阿新的心意，逼退了殯的阻撓。
最後小澪順利找回與阿新之間的完整回憶，返回現實世界與阿新重逢，並對阿新以耳語告白，與阿新之間建立了更強烈、更堅定的羈絆。
鬼司如新（聲：瀨戶利樹（日本）：宋昱璁（台灣））
小澪的兒時玩伴和同班同學，17歲的高二男生，具有與生俱來的靈力，能發覺到一些不祥之兆。
幼年時期，由於父親為拯救他耗盡靈力而死，使得母親對鬼司如一家感到怨恨，產生了母子之間的裂痕、把阿新趕出家門，而阿新被鬼司如一家強制接回、嚎啕大哭。
從小就開始認識小澪，但因為一場感情溝通的誤解一度不歡而散，即使如此阿新還是很在意小澪。
在小澪發生車禍後，阿新在心急如焚下尋求算命師姑姑織夏的協助，希望能同樣用靈力喚回小澪；但織夏警告過他不可擅用靈力，阿新進入生死邊界即將接回徘徊其中的小澪之前，被織夏以更強大的靈力強制拉回現實世界。
阿新被織夏救回現實世界後，雖然能看見小澪剛返回現實的魂魄卻無法觸及，小澪依舊在病床上彌留，令阿新一度萬念俱灰，織夏對此也無能為力。
阿新後來領悟到要將小澪帶到她還有記憶的地方，先前也在煙火慶典下跟小澪告白過，也成為小澪重獲剩餘記憶以返回現實世界的關鍵片段。
最後小澪在他懷中重獲意識和生命跡象，阿新喜極而泣，迎接小澪回到現實世界，並聆聽了小澪對他的耳語告白，兩人之間的感情將會一起繼續走下去......

### 親友
圓佳（聲：小倉唯（日本）；龍顯蕙（台灣））
小澪的同班同學和女性好友，同樣對阿新抱有好感。
最後在得知小澪和阿新開始交往、成為班對之後，也很高興祝福他們順利在一起。
鬼司如織夏（聲：土屋安娜（日本）；馮嘉德（台灣））
阿新的姑姑，是一位算命師，也同樣具有家傳的靈力。
曾經為了拯救哥哥卻回天乏術，也讓她感到自責，希望阿新不要重演她哥哥喪命的悲劇。
宮益沙智（聲：仙道敦子（日本）；馮嘉德（台灣））
小澪的母親，43歲的家庭主婦。

### 生死邊界
奇萌（聲：山寺宏一、大谷育江（日本）；翁瑞陽、龍顯蕙（台灣））
原本是小澪床上的布偶娃娃，但在生死邊界成為了會說人話的嚮導，具有男女兩種聲線。
起初堅持要把小澪送到與人世永別的傳送門，但被小菊拉回來；後來也陪同小澪一起發覺如何返回現實世界的線索。
自身可以變成巨大化的型態，來迎戰殯所化身的巨大蜘蛛精，掩護小澪脫險，讓她繼續尋找返回現實世界的線索。
小菊（聲：早見沙織（日本）；曾莉婷（台灣））
穿著和服的小女孩，也是生死邊界的嚮導之一，對小澪非常和善，協助她找到返回現實世界的線索。
真實身分是阿新在煙火慶典中為小澪所撈到的金魚化身，並同樣能變成巨大化型態，載送小澪脫離殯的糾纏；最後還是被殯的蜘蛛絲擊傷。
小澪在踏入回到現實世界的傳送門前，小菊化為人形，目送她返回現實世界。
殯（聲：竹中直人（日本）；正昌（台灣））
生死邊界的守衛，嚴格遵守人類生死有命的規律。
一度以蜘蛛化身暗中潛伏在小澪身旁，後來自己變成巨大化的蜘蛛精，阻撓企圖返回現實、脫離死亡的小澪。
森婆婆（聲：夏木麻里（日本）；馮嘉德（台灣））
神社門前開雜貨店的老闆娘，也是小澪的舊識。
真實身分是大神的化身，被小澪的求生意志和對阿新的心意所感動，而給予小澪一臂之力。
站務員（聲：木本武宏（日本）；翁瑞陽（台灣））
出現在會隨時消失的失物招領窗口，小澪需要向他說明自己跟阿新之間的殘破記憶，才能領取返回現實世界的車票。

## 動畫電影

### 製作人員
- 導演、原作、腳本、企劃：瀨名快伸（KADOKAWA Fantasia文庫刊『君は彼方』）[1][7][15]
- 主題歌：saji（日语：saji-サジ-）『瞬間ドラマチック』（國王唱片） [16][17]
- 人物原案：はぁおん[7][15]
- 人物設定、總作畫監督：阿部智之[7][15]
- 演出：淺見隆司[7][15]、渡聰留[15]
- 美術監督：片平真司[7][15]
- 攝影監督、動畫製作人：長牛豐[7]
- 編集：後藤正浩
- 音響監督：瀨名快伸
- 音響項果：今野康之[7][15]
- 錄音室：Glovision（日语：グロービジョン）
- 音響製作：CUCURI[1][7]
- 音樂：齋木達彥（日语：斎木達彦）[7][15]
- 音樂製作人：桑波田景信[7][15]
- 製作：水野忍、村上潔、朴東元、松田武、小野寺廉、杉本公男、上野由洋[7]
- 選角：松永琴[7]
- 池袋綜合製作人：清水直樹[7]
- 後援：豐島區、豐島未來文化財團、豐島區觀光協會
- 配給：Elephant House、Rabbit House[1][7]
- 製作人：瀨名快伸、金鎮萬、桑波田景信、寺田元、渡遭正章、渡遷亮介、鈴木正隆
- 動畫製作：Digital Network Animation（日语：デジタルネットワークアニメーション）[1][7]
- 動畫企劃：CUCURI[1][7]
- 製作：「君は彼方」製作委員會（CUCURI、國王唱片、Money Today Publishing、Seven Two、日音、協立廣告、Asia Pictures Entertainment）[7][15]

## 迴響
本片發行後票房與口碑雙敗，瀨名快伸原為製作該片借貸兩億日圓，但由於票房收入不足以彌補製作成本而成為賠本作品。在超過100人評分的影視網站上，本片在日本電影評論匯集網站Filmarks得分2./5 。海外評價方面，本片在IMDb根據320名觀眾評分，平均得分5.5/10。

## 外部連結
- 電影官網 （页面存档备份，存于） （日語）
- 官方推特 （页面存档备份，存于） （日語）
- 官方IG （页面存档备份，存于） （日語）
- 車庫娛樂介紹 （页面存档备份，存于） （正體中文）
- 東森電影台介紹 （正體中文）